# Celebichneumon silvaemontis
Celebichneumon silvaemontis är en stekelart som beskrevs av Heinrich 1934. Celebichneumon silvaemontis ingår i släktet Celebichneumon och familjen brokparasitsteklar. Inga underarter finns listade.